# Зверев, Борис Михайлович
Борис Михайлович Зве́рев (20 апреля 1916 — ?) — советский хозяйственный деятель. Лауреат Сталинской премии второй степени.

## Биография
Родился 20 апреля 1916 года в селе Вятские Поляны (ныне город, Кировская область). Окончил Новосибирский инженерно-строительный институт по специальности инженер-строитель.
- 1942—1946 мастер, прораб, начальник участка треста «Красноярскпромстрой».
- 1946—1952 главный инженер УНР(управления начальника работ) треста «Красноярскпромхимстрой».
- 1952—1955 главный инженер треста «Красноярскпромхимстрой».
- 1955—1957 управляющий трестом № 124.
- 1957—1963 начальник управления строительства Красноярского совнархоза.
- 1963—1968 начальник Главкрасноярскстроя.
- 1968—1979 заместитель министра целлюлозно-бумажной промышленности РСФСР.

## Награды и премии
- Сталинская премия второй степени (1952) — за разработку и внедрение в строительство гидротехнических и промышленных сооружений метода вакуумирования бетона
- заслуженный строитель РСФСР (1966)
- орден Ленина
- орден Трудового Красного Знамени
- медали.

Делегат XXIII съезда КПСС (1966). Депутат ВС РСФСР (1963, 1967).